# Hybridbil
En hybridbil er en bil, som har mindst to forskellige kilder til at danne fremdrift. Der kan f.eks. være tale om en bil med både en elektrisk motor, der benytter elektricitet, og en forbrændingsmotor, der bruger benzin eller diesel. Begge motorer kan give bilen fremdrift hver for sig eller i nogle tilfælde også i kombination. Der kan også være tale om, at forbrændingsmotoren driver en generator, der leverer strøm til elektromotoren.

## Hybridbilens fordele
- Forbrændingsmotoren i en hybridbil kan normalt være mindre og lettere end i en tilsvarende normal bil. Dette er tilfældet, når begge motorer kan køre samtidig, hvis der er behov for meget kraft. Forbrændingsmotoren kan da dimensioneres efter bilens gennemsnitlige kraftbehov, ikke efter bilens maksimale kraftbehov.
- Når bilen bremser kan energien omdannes til elektricitet, som lader batterierne. I normale biler går denne kraft til spilde som varme.
- Hybridbiler har som regel et lavere drivstofforbrug end tilsvarene normale biler. Dette gælder særligt, når bilen bruges til at køre i byen og små og mellemlange køreture.

## Typer af Hybridbiler
Hybridbiler kan deles ind i tre grupper, afhængig af hvordan motorerne arbejder:
- Seriehybrid er udstyret med en effektiv forbrændingsmotor, som driver en generator, der leverer strøm. Fremdrift besørges af en egen elektromotor. Dette princip er brugt i bl.a. hybridbusser som f.eks. Toyota Coaster Hybrid
- Parallelhybrid er udstyret med elektrisk motor og forbrændingsmotor, som kan bruges samtidig eller hver for sig. Elektromotoren fungerer også som generator, hvilket gør, at en parallelhybrid ikke kan lade batterierne, mens elektromotoren bruges til fremdrift.
- Serie-parallelhybrid er den mest avancerede form for hybriddrift. Her fungerer hybridbilen som en parallelhybrid, men er udstyret med en ekstra generator, som gør det muligt at lade batterierne selv om elektromotoren bruges til fremdrift. Det er denne type hybridsystem som befinder sig i bl.a. Toyota Prius.

## Plug-in hybrid
En plug-in hybrid (PHV) er et ydre system til et hybridkøretøj, som helt specifikt har til formål, at de forskellige hybrid typer kan oplades uden at den interne forbrændingsmotor kører, enten ved at den bliver koblet til strømnettet derhjemme eller en af mange lade-stationer. PHV anvender genopladelige batterier, eller en anden metode til energilagring, som kan genoplades til fuld strømstyrke ved hjælp af en ekstern strømforsyning (normalvis en almindelig stikkontakt). Den har som en almindelig hybridbil både en forbrændingsmotor og en elmotor. De fleste PHVer på markedet i dag er personbiler, men der findes også varevogne, lastbiler, busser, tog, motorcykler, scootere og militære køretøjer. Eksempler på plug-in hybridbiler er Opel Ampera og Toyota Prius i en plug-in udgave.
Miljøfordelen afhænger af kørselsmønsteret; korte ture med hyppig opladning tillader mere kørsel med elnettet som kilde end længere ture.